# Frucht (Recht)
Früchte sind in der Rechtswissenschaft die Erzeugnisse oder der Ertrag einer Sache oder eines Rechts.

## Allgemeines
Ein Teil des Rechtsbegriffs „Frucht“ deckt sich mit dem in der Botanik verwendeten Begriff der Frucht, soweit sie dem Menschen als Nahrung dient. Rechtsnormen müssen sich mit durch Menschen genutzten Früchten befassen, weil hieraus Rechtsfragen wie das Eigentum vor und nach ihrer Trennung durch Ernte entstehen. Darüber hinaus erfasst der Rechtsbegriff „Frucht“ jedoch auch die anorganische Ausbeute und sogar Mieterträge des Vermieters, Pachteinnahmen des Verpächters oder Leasinggebühren des Leasinggebers als Früchte. Dadurch weist der Rechtsbegriff einen größeren Begriffsinhalt als der umgangssprachliche Begriff auf.

## Geschichte
Das römische Recht kannte als Früchte (lateinisch fructus naturales) die organischen Erzeugnisse von Pflanzen, Tieren und Grundstücken und die Ausbeute von Bodenbestandteilen sowie den Miet- oder Pachtzinsertrag (lateinisch fructus civiles) als Entgelt für die Gebrauchsüberlassung. Der Fruchtgewinn (lateinisch de fructibus et usuris) findet sich bereits im Zwölftafelgesetz im Jahre 450 vor Christus. Das Kalb eines Tieres gilt demnach als Eigentum dessen, der das Muttertier in gutem Glauben besitzt. Ulpian berichtete über einen Rechtsstreit des Publius Mucius Scaevola, ob Sklavenkinder Früchte seien oder nicht. Die Lösung bestand darin, dass jede Sklavenarbeit als Frucht anzusehen sei. Danach galt Frucht (lateinisch fructus, „Genuss“) nicht nur als das organische Erzeugnis einer Sache, sondern auch der Fruchtgenuss gehörte dazu. Juristisch galt die Frucht als eine durch die organische Kraft eines Körpers entstehende Sache, die durch die Abtrennung von jenem Körper („Muttersache“) zur Einzelsache und mithin Gegenstand der Disposition wird.
Das römische Recht kannte kein Sondereigentum an Früchten, diese gehörten vielmehr nach dem Substantialprinzip dem Eigentümer der Muttersache. Die Frucht oder der Ertrag galt als Vorbedingung für die Entstehung des Rechtsinstituts des Nießbrauchs (lateinisch ususfructus). Die ökonomische Idee des Nießbrauchs geht auf Marcus Porcius Cato Licinianus im Jahre 160 vor Christus zurück. Er beurteilte die Verpachtung von Wiesen oder ganzen Schafherden als einträglich. Der „ususfructus“ galt als das dingliche Recht, eine fremde Sache unter Schonung der Substanz zu gebrauchen und von ihr Früchte zu ziehen. Die Personalservituten (lateinisch servitutes personae) fassten Nießbrauch (lateinisch usufructus), Gebrauchsrecht ohne Fruchtgenuss (lateinisch usus), dingliches Wohnrecht (lateinisch habitatio) und das dingliche Recht auf Arbeitsleistung fremder Sklaven (lateinisch operae servorum) oder Tiere (lateinisch operae animalium) zusammen. Die Römer unterschieden Früchte danach, ob sie noch mit der Muttersache verbunden waren (lateinisch fructus pendentes), davon getrennt sind (lateinisch fructus separati), sie sich noch bei demjenigen befinden, der sie geerntet hat (lateinisch fructus extantes) und wenn sie veräußert oder verbraucht wurden (lateinisch fructus consumpti). Das römische Recht kannte auch bereits den Ertrag aus rechtsgeschäftlicher Betätigung, insbesondere Zinsen (lateinisch fructus civiles).
In Deutschland ist das Lehnwort Frucht auf das althochdeutsche „fruht“ zurückzuführen, das erstmals im Jahre 830 nach Christus auftauchte und die botanische Frucht meinte. Die Wortbildung ist wohl auf Mönche zurückzuführen, die damit die Erzeugnisse ihrer Felder und Gärten bezeichneten. Im Jahre 1224 erschien das mittelhochdeutsche Wort „vrucht“ im Sachsenspiegel, ebenfalls mit botanischem Inhalt verbunden. So bestimmte der Sachsenspiegel, dass die Feldfrüchte dem Ehemann gehören, wenn dieser das Gut mit dem Pflug beim Tod der Ehefrau bestellt hat. Das Einsammeln der Früchte auf fremdem Grund erlaubte der Sachsenspiegel ausdrücklich demjenigen, der die Frucht erwirbt. Werner Ogris zufolge verstand die mittelalterliche Rechtssprache unter Früchten nur die rein natürliche Frucht, während andere wirtschaftliche Erträgnisse („Zivilfrüchte“) als Nutzungen galten. Auch der Codex Maximilianeus Bavaricus Civilis vom Januar 1756 verstand hierunter noch „fruchtbare Sachen“.
Der österreichische Codex Theresianus vom Dezember 1766 sah bereits ein Sondereigentum des Früchteinhabers vor (2, 3, § 1, 5); der Codex erlangte jedoch keine Rechtsgeltung. Das Allgemeine Preußische Landrecht (APL) vom Juni 1794 bezeichnete Früchte als „Nutzungen einer Sache, die nach dem Laufe der Natur, mit oder ohne hinzukommende Bearbeitung, aus ihr selbst entstehen…“ (I 9, § 220 APL). Die Legaldefinition des APL deckte sich noch mit dem botanischen Begriff der Frucht. Es erkannte dem Fruchtziehungsberechtigten ebenfalls ein Sondereigentumsrecht an Früchten zu (I 9, § 221 APL). Der Begriffsinhalt erweiterte sich ersichtlich erstmals im sächsischen BGB vom März 1865, das zwischen natürlichen und bürgerlichen Früchten (Einkünfte) unterschied (§ 73 Sachsen-BGB). 
Das seit Januar 1900 geltende BGB dehnte den Fruchtbegriff sogar auf anorganische Sachen wie Bodenschätze aus, solange die Muttersache (Boden) erhalten bleibt.

## Rechtsfragen
Das BGB erfasst in § 99 BGB unmittelbare Sachfrüchte (§ 99 Abs. 1 BGB), unmittelbare Rechtsfrüchte (§ 99 Abs. 2 BGB) und mittelbare Sach- und Rechtsfrüchte (§ 99 Abs. 3 BGB). Sachfrüchte sind nicht nur Früchte im biologischen Sinne, sondern auch alle organischen Erzeugnisse und die sonstige Ausbeute. Hierzu gehören insbesondere Produkte, die wiederholt gewonnen werden können. Durch die bestimmungsgemäß gewonnene sonstige Ausbeute gehört auch die Bodennutzung zu den Sachfrüchten. Nutzungen sind gemäß § 100 BGB die Früchte einer Sache oder eines Rechts sowie die Vorteile, welche der Gebrauch der Sache oder des Rechts gewährt.
Die „Muttersache“ (etwa der Apfelbaum im Verhältnis zu seinen Äpfeln) darf bei der Fruchtgewinnung weder vernichtet noch bleibend wesentlich gemindert werden; ihre Substanz ist zu erhalten. Daher ist das Hühnerei eine Frucht des Huhns, das Küken jedoch keine Frucht des Eies. Das Rindfleisch ist keine Frucht des Rindes. Wer jedoch einen Baum fällt oder einen Salatkopf erntet, zieht Früchte des Bodens, denn der Boden als Muttersache bleibt erhalten und wird neue Bäume oder Salate hervorbringen.

## Arten
Alle Arten der Früchte unterliegen dem Grundsatz der Substanzerhaltung, wonach die Muttersache in ihrer Substanz weitgehend erhalten bleiben muss. Die Früchte treten neben die Muttersache, die unter Umständen durch die Nutzung abgenutzt oder abgewirtschaftet wird.
- Unmittelbare Sachfrüchte (lateinisch fructus naturales): Erzeugnisse einer Sache sind auf Kulturboden wachsende 
  - natürliche Pflanzenprodukte (Obst, Gemüse, Baumwolle, Weintrauben; nicht aber Wein),
  - Bodenprodukte (Getreide, Kartoffeln, Bäume; nicht aber Mehl),
  - Tierprodukte (Eier, Milch, Schafwolle, Honig, Kälber; nicht aber das Tierfleisch[22]) oder die
  - Bodennutzung (Sand-, Kies-, Torf- oder Kohleabbau). Die Bodennutzung ist eine sonstige Ausbeute, auch wenn der Boden durch die Nutzung abgewirtschaftet wird.
- Unmittelbare Rechtsfrüchte (lateinisch fructus civiles): insbesondere aus Nutzungsrechten gezogene Erträge wie die aus Pacht oder Nießbrauch gezogenen Erzeugnisse. Sie werden – anders als unmittelbare Sachfrüchte – nicht aufgrund Eigentums, sondern wegen eines Nutzungsrechts gezogen. Außerdem gehören hierzu alle Zinsen (Habenzinsen aus Geldanlage, Kreditzinsen aus Kreditgewährung), Leistungen aus Erbbaurechten, Reallasten, Rentenschulden, Leibrenten, Altenteilen, Lizenzen, Patenten und sonstigen Schutzrechten oder Dividenden. Die herrschende Meinung sieht den Unternehmensgewinn als unmittelbare Rechtsfrucht an.[23]
- Mittelbare Sach- und Rechtsfrüchte sind die durch eine rechtsgeschäftliche Überlassung des Gebrauchs oder der Nutzung als Gegenleistung vom Nutzer gezahlten Vergütungen[24] wie Mietertrag für den Vermieter, Pachteinnahmen für den Verpächter, Kreditzinsen für den Kreditgeber oder Leasinggebühren für den Leasinggeber.

Nicht alle natürlichen Erzeugnisse sind Frucht (gefällte Bäume), nicht alle Früchte sind natürliche Erzeugnisse (Pachtzins, Kreditzins). Gesetzessystematisch stellen die Früchte einer Sache deren Erzeugnisse oder sonstige Ausbeute dar, Erträge hingegen entstehen aus der Nutzung von unmittelbaren Rechten oder mittelbaren Früchten oder Rechten.

## International
In Österreich und der Schweiz ist der Fruchtbegriff in den Gesetzen nicht als Legaldefinition enthalten. In Österreich ist stattdessen die „Fruchtnießung“ in den §§ 509 bis 520 ABGB geregelt. Nach § 509 ABGB ist die Fruchtnießung das Recht, eine fremde Sache „mit Schonung ihrer Substanz ohne alle Einschränkung zu genießen“. Der Fruchtnießer muss gemäß § 512 ABGB aus dem gezogenen Fruchtertrag alle Lasten – auch Kreditzinsen – übernehmen. Nach § 513 ABGB hat der Fruchtnießer die Pflicht, aus dem Fruchtertrag etwaige Ausbesserungen vorzunehmen. In der Schweiz ist die „Nutznießung“ (Schriftweise: „Nutzniessung“) in den Artikeln 745 bis 778 ZGB geregelt. Nach Art. 745 ZGB kann die Nutznießung an beweglichen Sachen, an Grundstücken, an Rechten oder an einem Vermögen bestellt werden. Sie verleiht dem Berechtigten im Regelfall „den vollen Genuss des Gegenstandes“. Der Nutznießer ist verpflichtet, das Nutznießungsvermögen in seinem Bestand zu erhalten (Art. 764 Abs. 1 ZGB). Gemäß Art. 749 ZGB endet die Nutznießung spätestens mit dem Tod des Nutznießers, der nach Art. 752 ZGB für den Untergang der Sache haftet und Recht auf ihren Besitz, den Gebrauch und die Nutzung der Sache hat (Art. 755 ZGB). Art. 767 ZGB verlangt vom Nutznießer die Versicherung der Sache gegen Feuer und andere Gefahren zu Gunsten des Eigentümers. 
In Frankreich sind Früchte (französisch fruits) in den Art. 583 ff. Code civil (CC) geregelt. Früchte sind nach Art. 583 CC diejenigen Naturalfrüchte (französisch fruits naturels), welche die Erde aus eigener Kraft (französisch spontané) hervorbringt. Als Naturalfrüchte gelten auch die Erzeugnisse der Tiere und der Zuwachs an Vieh. Gewerbliche Früchte (französisch fruits industriels) eines Grundstücks sind die Grundstückserträge durch Kultivierung. Zivilfrüchte (französisch fruits civils; Art. 584 CC) sind Miet-, Zins- und Pachterträge. Bei Früchten kann es sich um eine bewegliche, unbewegliche, unkörperliche oder verbrauchbare Sache handeln (Art. 587 CC).